# Chamm
Pour l’article ayant un titre homophone, voir Cham.
Le Chamm est un sommet des Alpes bernoises, en Suisse, situé dans le canton du Valais, qui culmine à 3 865 m d'altitude. Avec, notamment, le Fiescher Gabelhorn, le Schönbühlhorn, le Grosses Wannenhorn et le Kleines Wannenhorn au sud-est, il fait partie des Walliser Fiescherhörner qui séparent le glacier d'Aletsch à l'ouest du glacier de Fiesch à l'est. Il surplombe, au sud, le glacier de Schönbühl et, au nord, le Grüneggfirn, un névé qui rejoint la place de la Concorde du glacier d'Aletsch.